# Shorttrack op de Olympische Winterspelen 2014 - 1000 meter mannen
De 1000 meter voor mannen tijdens de Olympische Winterspelen 2014 vond plaats op 13 en 15 februari 2014 in het IJsberg Schaatspaleis in Sotsji. Regerend olympisch kampioen was de Zuid-Koreaan Lee Jung-su, hij werd opgevolgd door de Rus Viktor An.

## Tijdschema
| Datum       | Lokale tijd | MET   | Ronde         |
| ----------- | ----------- | ----- | ------------- |
| 13 februari | 14:25       | 11:25 | Series        |
| 15 februari | 14:43       | 11:43 | Kwartfinales  |
| 15 februari | 15:43       | 12:43 | Halve finales |
| 15 februari | 16:20       | 13:20 | Finale        |

## Uitslag

### Heats
Heat 1
| # | Naam             | Land | Tijd     | Opm. |
| - | ---------------- | ---- | -------- | ---- |
| 1 | Charle Cournoyer | CAN  | 1.24,787 | Q    |
| 2 | Chris Creveling  | USA  | 1.25,069 | Q    |
| 3 | Niels Kerstholt  | NED  | 1.25,695 |      |
| 4 | Jon Eley         | GBR  | 1.25,748 |      |

Heat 2
| # | Naam                | Land | Tijd     | Opm. |
| - | ------------------- | ---- | -------- | ---- |
| 1 | Olivier Jean        | CAN  | 1.26,089 | Q    |
| 2 | Sjinkie Knegt       | NED  | 1.26,091 | Q    |
| 3 | Mackenzie Blackburn | TPE  | 1.26,814 |      |
| 4 | Bence Beres         | HUN  | 1.27,735 |      |

Heat 3
| # | Naam               | Land | Tijd     | Opm. |
| - | ------------------ | ---- | -------- | ---- |
| 1 | Vladimir Grigorev  | RUS  | 1.26,422 | Q    |
| 2 | Han Tianyu         | CHN  | 1.26,530 | Q    |
| 3 | Vladislav Bykanov  | ISR  | 1.27,796 |      |
| 4 | Richard Shoebridge | GBR  | 1.27,806 |      |

Heat 4
| # | Naam               | Land | Tijd     | Opm. |
| - | ------------------ | ---- | -------- | ---- |
| 1 | Wu Dajing          | CHN  | 1.24,950 | Q    |
| 2 | Viktor Knoch       | HUN  | 1.25,426 | Q    |
| 3 | Sébastien Lepape   | FRA  | 1.49,311 | ADV  |
| - | Freek van der Wart | NED  |          | PEN  |

Heat 5
| # | Naam            | Land | Tijd     | Opm. |
| - | --------------- | ---- | -------- | ---- |
| 1 | Charles Hamelin | CAN  | 1.25,742 | Q    |
| 2 | Eddy Alvarez    | USA  | 1.26,070 | Q    |
| 3 | Jack Whelbourne | GBR  | 1.26,086 |      |
| 4 | Liang Wenhao    | CHN  | 1.28,065 |      |

Heat 6
| # | Naam               | Land | Tijd     | Opm. |
| - | ------------------ | ---- | -------- | ---- |
| 1 | J.R. Celski        | USA  | 1.25,428 | Q    |
| 2 | Semjon Jelistratov | RUS  | 1.26,121 | Q    |
| 3 | Ryosuke Sakazume   | JPN  | 1.26,468 |      |
| 4 | Maxime Chataignier | FRA  | 2.20,479 |      |

Heat 7
| # | Naam             | Land | Tijd     | Opm. |
| - | ---------------- | ---- | -------- | ---- |
| 1 | Charle Cournoyer | CAN  | 1.24,787 | Q    |
| 2 | Chris Creveling  | USA  | 1.25.069 | Q    |
| 3 | Niels Kerstholt  | NED  | 1.25,695 |      |
| 4 | Jon Eley         | GBR  | 1.25,748 |      |

Heat 8
| # | Naam           | Land | Tijd     | Opm. |
| - | -------------- | ---- | -------- | ---- |
| 1 | Viktor An      | RUS  | 1.25,834 | Q    |
| 2 | Sin Da-woon    | KOR  | 1.25,893 | Q    |
| 3 | Yuzo Takamido  | JPN  | 1.25,905 |      |
| 4 | Robert Seifert | GER  | 1.29,468 |      |

Heat 9
| # | Naam               | Land | Tijd     | Opm. |
| - | ------------------ | ---- | -------- | ---- |
| 1 | Lee Han-bin        | KOR  | 1.26,502 | Q    |
| 2 | Yuri Confortola    | ITA  | 1.26,956 | Q    |
| 3 | Shaolin Sándor Liu | HUN  | 1.35,935 | ADV  |
| - | Thibaut Fauconnet  | FRA  |          | PEN  |

### Kwartfinales
Kwartfinale 1
| # | Naam               | Land | Tijd     | Opm. |
| - | ------------------ | ---- | -------- | ---- |
| 1 | Lee Han-bin        | KOR  | 1.24,444 | Q    |
| 2 | Han Tianyu         | CHN  | 1.24,490 | Q    |
| 3 | Chris Creveling    | USA  | 1.24,691 |      |
| 4 | Shaolin Sándor Liu | HUN  | 1.24,966 |      |
| 5 | Charle Cournoyer   | CAN  | 1.25,204 |      |

Kwartfinale 2
| # | Naam              | Land | Tijd     | Opm. |
| - | ----------------- | ---- | -------- | ---- |
| 1 | Wu Dajing         | CHN  | 1.24,753 | Q    |
| 2 | Vladimir Grigorev | RUS  | 1.24,868 | Q    |
| 3 | Sébastien Lepape  | FRA  | 1.25,368 |      |
| 4 | Yuri Confortola   | ITA  | 1.25,428 |      |
| 5 | Viktor Knoch      | HUN  | 1.25,673 |      |

Kwartfinale 3
| # | Naam            | Land | Tijd     | Opm. |
| - | --------------- | ---- | -------- | ---- |
| 1 | Viktor An       | RUS  | 1.25,666 | Q    |
| 2 | Sjinkie Knegt   | NED  | 1.25,695 | Q    |
| 3 | Eddy Alvarez    | USA  | 1.39,092 |      |
| 4 | Charles Hamelin | CAN  | 1.40,408 |      |

Kwartfinale 4
| # | Naam               | Land | Tijd      | Opm. |
| - | ------------------ | ---- | --------- | ---- |
| 1 | Sin Da-woon        | KOR  | 1.24,215  | Q    |
| 2 | Semjon Jelistratov | RUS  | 1.24,239  | Q    |
| 3 | Olivier Jean       | CAN  | 1.24,935  |      |
| 4 | J.R. Celski        | USA  | Geen Tijd |      |

### Halve finales
Halve finale 1
| # | Naam              | Land | Tijd     | Opm. |
| - | ----------------- | ---- | -------- | ---- |
| 1 | Vladimir Grigorev | RUS  | 1.25,346 | QA   |
| 2 | Sin Da-woon       | KOR  | 1.25,564 | QA   |
| 3 | Sjinkie Knegt     | NED  | 1.27,258 | ADV  |
| - | Lee Han-bin       | KOR  |          | PEN  |

Halve finale 2
| # | Naam               | Land | Tijd     | Opm. |
| - | ------------------ | ---- | -------- | ---- |
| 1 | Viktor An          | RUS  | 1.24,102 | QA   |
| 2 | Wu Dajing          | CHN  | 1.24,239 | QA   |
| 3 | Semjon Jelistratov | RUS  | 1.24,275 | QB   |
| 4 | Han Tianyu         | CHN  | 1.24,611 | QB   |

### Finales
A-Finale
| #      | Naam              | Land | Tijd     | Bijz. |
| ------ | ----------------- | ---- | -------- | ----- |
| Goud   | Viktor An         | RUS  | 1.25,325 |       |
| Zilver | Vladimir Grigorev | RUS  | 1.25,399 |       |
| Brons  | Sjinkie Knegt     | NED  | 1.25,611 |       |
| 4      | Wu Dajing         | CHN  | 1.25,772 |       |
| 5      | Sin Da-woon       | KOR  |          | PEN   |

B-Finale
| # | Naam               | Land | Tijd     | Bijz. |
| - | ------------------ | ---- | -------- | ----- |
| 6 | Han Tianyu         | CHN  | 1.29,334 |       |
| 7 | Semjon Jelistratov | RUS  | 1.29,429 |       |